# تيثر
تيثر هي عملة معماة مع رموز صادرة من قبل تيثر ليميتد  والتي بدورها يتحكم بها مالكو بيتفينكس  يُطلق على تيثر اسم العملة المستقرة لأنه تم تصميمها في الأصل ليكون دائمًا بقيمة 1.00 دولار أمريكي ، مع الاحتفاظ باحتياطيات بقيمة 1.00 دولار لكل تيثر تم إصداره.

##### العملة المستقرة
تُعتبر يو إس دي تي Tether (USDT) واحدة من العملات المستقرة في عالم العملات الرقمية المشفرة. العملات المستقرة هي عبارة عن عملات رقمية تم تصميمها لربط قيمتها بقيمة أصول أخرى خارج العالم الرقمي، مثل الدولار الأمريكي أو اليورو. تم تطوير هذه العملات للمساهمة في حل مشكلة تقلبات سعر العملات المشفرة الأخرى مثل Bitcoin وEthereum.
الاستقرار في التداول
نظرًا لأن قيمة USDT مرتبطة بالدولار الأمريكي، يمكن استخدامها كوسيلة للتداول والتحويل بسهولة بين منصات مختلفة ودول مختلفة دون التعرض لتقلبات كبيرة في القيمة.